# Ungsocialistiska Partiet
Ungsocialistiska Partiet var ett svenskt, socialistiskt och anarkistiskt parti som bildades 1908 av Ungsocialisterna. Partiet var dock inte ett parti i parlamentarisk bemärkelse, eftersom det inte ställde upp i val. Partiet trodde uteslutande på användning av direkt aktion. 1923 bytte man namn till Sveriges Ungsocialistiska Förbund. 